# Persone di nome Guillaume
| Questa pagina contiene informazioni ricavate automaticamente dalle voci biografiche con l'ausilio del template Bio e di un bot. L'aggiornamento è periodico e automatico e ricostruisce completamente la pagina. Se manca una persona in questa lista, sei pregato di non aggiungerla, ma accertati piuttosto che la sua voce biografica contenga il template Bio e che i dati anagrafici siano correttamente compilati. Se il template Bio manca, inseriscilo tu stesso o, in alternativa, metti l'avviso {{tmp\|Bio}} che ne segnala la mancanza. Se i dati riportati sono sbagliati, correggi direttamente la voce biografica; le modifiche saranno visibili in questa lista entro pochi giorni. Per chiarimenti vedi il progetto antroponimi. La lista contiene solo le 214 persone che sono citate nell'enciclopedia e per le quali è stato implementato correttamente il template Bio. Pagina aggiornata al 6 ago 2025. |

Questa è una lista di persone presenti nell'enciclopedia che hanno il nome Guillaume, suddivise per attività principale.

## Abati(1)
- Guillaume Alexis, abate, poeta e scrittore francese

## Allenatori di calcio(1)
- Guillaume Gillet, allenatore di calcio e ex calciatore belga (Liegi, n. 1984)

## Antiquari(1)
- Guillaume du Choul, antiquario, umanista e numismatico francese († 1560)

## Architetti(3)
- Abel Blouet, architetto francese (Passy, n. 1795 - Parigi, † 1853)
- Guillaume Robin, architetto francese
- Guillaume de Bruyn, architetto e ingegnere belga

## Arcivescovi cattolici(6)
- Guillaume de Croÿ, arcivescovo cattolico e cardinale francese (Fiandre, n. 1498 - Worms, † 1521)
- Guillaume de Durfort, arcivescovo cattolico francese (Rouen, † 1330)
- Guillaume IV de Flavacourt, arcivescovo cattolico francese (Rouen, † 1359)
- Guillaume de Flavacourt, arcivescovo cattolico francese (Rouen, † 1306)
- Guillaume de Lestrange, arcivescovo cattolico francese (Lapleau - Gaillon, † 1389)
- Guillaume VI de Vienne, arcivescovo cattolico francese (Parigi, † 1407)

## Astronomi(2)
- Guillaume Bigourdan, astronomo francese (Sistel, n. 1851 - Parigi, † 1932)
- Guillaume Le Gentil, astronomo francese (Coutances, n. 1725 - Parigi, † 1792)

## Attori(7)
- Guillaume Aretos, attore, doppiatore e scenografo francese (Parigi, n. 1963)
- Guillaume Baché, attore francese
- Guillaume Canet, attore, regista e sceneggiatore francese (Boulogne-Billancourt, n. 1973)
- Guillaume Depardieu, attore francese (Parigi, n. 1971 - Garches, † 2008)
- Guillaume Gallienne, attore e regista francese (Neuilly-sur-Seine, n. 1972)
- Guillaume Gouix, attore francese (Aix-en-Provence, n. 1983)
- Guillaume de Tonquédec, attore francese (Parigi, n. 1966)

## Attori teatrali(1)
- Guillaume Antoine Nourry-Grammont, attore teatrale e militare francese (La Rochelle, n. 1750 - Parigi, † 1794)

## Calciatori(19)
- Guillaume Bieganski, calciatore francese (Carvin, n. 1932 - Lunel, † 2016)
- Guillaume Borne, ex calciatore francese (Castres, n. 1988)
- Guillaume Brenner, ex calciatore francese (Beauvais, n. 1986)
- Guillaume Dietsch, calciatore francese (Forbach, n. 2001)
- Guillaume Faivre, ex calciatore svizzero (Berna, n. 1987)
- Guillaume François, calciatore belga (Libramont-Chevigny, n. 1990)
- Guillaume Gigliotti, calciatore francese (Istres, n. 1989)
- Guillaume Hoarau, calciatore francese (Saint-Louis, n. 1984)
- Guillaume Hubert, calciatore belga (Charleroi, n. 1994)
- Guillaume Katz, ex calciatore svizzero (Losanna, n. 1989)
- Guillaume Lacour, ex calciatore francese (Courbevoie, n. 1980)
- Guillaume Lieb, calciatore francese (Bischwiller, n. 1904 - † 1978)
- Guillaume Loriot, ex calciatore francese (Le Mans, n. 1986)
- Guillaume Moullec, ex calciatore francese (Brest, n. 1980)
- Guillaume Quellier, ex calciatore francese (Caen, n. 1986)
- Guillaume Restes, calciatore francese (Tolosa, n. 2005)
- Guillaume Rippert, ex calciatore francese (Parigi, n. 1985)
- Willy Schütz, calciatore lussemburghese (n. 1903 - † 1932)
- Guillaume Warmuz, ex calciatore francese (Saint-Vallier, n. 1970)

## Canottieri(1)
- Guillaume Raineau, canottiere francese (Nantes, n. 1986)

## Cardinali(21)
- Guglielmo d'Aigrefeuille il Giovane, cardinale francese (La Font, n. 1339 - Avignone, † 1401)
- Guglielmo d'Aigrefeuille il Vecchio, cardinale e arcivescovo cattolico francese (Lafont, n. 1326 - Viterbo, † 1369)
- Guillaume Bragosse, cardinale e vescovo cattolico francese (Lozère - Roma)
- Guillaume Dubois, cardinale e arcivescovo cattolico francese (Brive, n. 1656 - Versailles, † 1723)
- Guillaume d'Estouteville, cardinale, arcivescovo cattolico e abate francese (Estouteville-Écalles, n. 1403 - Roma, † 1483)
- Guillaume Farinier, cardinale francese (Gourdon - Avignone, † 1361)
- Guillaume de Ferrières, cardinale e presbitero francese (Provenza - Perpignano, † 1295)
- Guillaume Fillastre, cardinale francese (La Suze-sur-Sarthe, n. 1348 - Roma, † 1428)
- Guillaume Pierre Godin, cardinale e vescovo cattolico francese (Bayonne, n. 1260 - Avignone, † 1336)
- Guillaume de la Jugée, cardinale francese (Eyrein, n. 1317 - Avignone, † 1374)
- Guillaume Noellet, cardinale francese (Angoumois, n. 1340 - Avignone, † 1394)
- Guillaume Ragutel de Montfort, cardinale e vescovo cattolico francese (Dinan - Siena, † 1432)
- Guillaume Ruffat des Forges, cardinale francese (Cassanet - Avignone, † 1311)
- Guillaume de la Sudrie, cardinale e vescovo cattolico francese (Laguenne - Avignone, † 1373)
- Guillaume Teste, cardinale e vescovo cattolico francese (Midi-Pyrénées - Avignone, † 1326)
- Guillaume de Vergy, cardinale e arcivescovo cattolico francese (Borgogna - Besançon, † 1407)
- Guillaume-Hugues d'Estaing, cardinale e vescovo francese (Étain - Roma, † 1455)
- Guillaume de Bray, cardinale francese (Bray-sur-Seine - Orvieto, † 1282)
- Guillaume de Chanac, cardinale e vescovo cattolico francese (Parigi, n. 1320 - Avignone, † 1383)
- Guillaume de Mandagout, cardinale francese (Montpeyroux - Avignone, † 1321)
- Guillaume de Talliante, cardinale francese (Francia - Lione, † 1250)

## Cartografi(3)
- Guillaume Brouscon, cartografo francese (Le Conquet)
- Guillaume Delisle, cartografo e geografo francese (Parigi, n. 1675 - Parigi, † 1726)
- Guillaume Le Testu, cartografo francese (n. 1509 - † 1573)

## Cestisti(2)
- Guillaume Merckx, cestista belga (Bruxelles, n. 1918)
- Guillaume Yango, ex cestista francese (Parigi, n. 1982)

## Chimici(1)
- Guillaume-François Rouelle, chimico e farmacista francese (Mathieu, n. 1703 - Parigi, † 1770)

## Ciclisti su strada(9)
- Guillaume Blot, ex ciclista su strada francese (Saint-Malo, n. 1985)
- Guillaume Boivin, ciclista su strada canadese (Montréal, n. 1989)
- Guillaume Driessens, ciclista su strada e dirigente sportivo belga (Peutie, n. 1912 - Vilvoorde, † 2006)
- Guillaume Le Floch, ciclista su strada francese (Saint-Brieuc, n. 1985)
- Guillaume Levarlet, ex ciclista su strada francese (Beauvais, n. 1985)
- Guillaume Martin, ciclista su strada francese (Parigi, n. 1993)
- Guillaume Coeckelberg, ciclista su strada e pistard belga (Bruxelles, n. 1885 - Bruxelles, † 1953)
- Guillaume Van Keirsbulck, ex ciclista su strada belga (Roeselare, n. 1991)
- Guillaume Van Tongerloo, ciclista su strada e pistard belga (Meerle, n. 1933 - Hoogstraten, † 2017)

## Compositori(6)
- Guillaume Bouzignac, compositore francese (Saint-Nazaire-d'Aude)
- Guillaume Dufay, compositore e teorico musicale francese (Cambrai, † 1474)
- Guillaume Dumanoir, compositore e violinista francese (Parigi, n. 1615 - Parigi, † 1697)
- Guillaume Dumanoir, compositore e violinista francese (Parigi - Parigi)
- Guillaume Legrant, compositore e cantore francese
- Guillaume le Rouge, compositore olandese

## Cuochi(1)
- Guillaume Tirel, cuoco francese (Pont-Audemer, n. 1310 - Saint-Germain-en-Laye, † 1395)

## Danzatori(2)
- Guillaume Diop, ballerino francese (Parigi, n. 2000)
- Louis Pécour, danzatore e coreografo francese (Parigi, n. 1653 - Parigi, † 1729)

## Danzatori su ghiaccio(1)
- Guillaume Cizeron, ex danzatore su ghiaccio francese (Montbrison, n. 1994)

## Diplomatici(1)
- Guillaume Pellicier, diplomatico e vescovo cattolico francese (Mauguio - Saint-Mathieu-de-Tréviers, † 1568)

## Direttori della fotografia(1)
- Guillaume Schiffman, direttore della fotografia francese (Parigi, n. 1963)

## Dirigenti sportivi(2)
- Guillaume Bonnafond, dirigente sportivo e ex ciclista su strada francese (Valence, n. 1987)
- Guillaume Costentin, dirigente sportivo e ex cestista francese (Vire, n. 1982)

## Disc jockey(1)
- Guy-Manuel de Homem-Christo, disc jockey e produttore discografico francese (Parigi, n. 1974)

## Disegnatori(1)
- Paul Gavarni, disegnatore e pittore francese (Parigi, n. 1804 - † 1866)

## Ebanisti(1)
- Guillaume Beneman, ebanista francese (n. 1750 - † 1811)

## Economisti(1)
- Guillaume Le Trosne, economista francese (Orléans, n. 1728 - Parigi, † 1780)

## Editori(2)
- Guillaume Guéroult, editore, traduttore e poeta francese (Rouen, n. 1507 - Lione, † 1569)
- Guillaume Rouillé, editore e umanista francese (Dolus-le-Sec, n. 1518 - Lione, † 1589)

## Fisici(1)
- Guillaume Amontons, fisico francese (Parigi, n. 1663 - Parigi, † 1705)

## Funzionari(2)
- Guillaume Briçonnet, funzionario, cardinale e arcivescovo cattolico francese (Tours, n. 1445 - Narbona, † 1514)
- Guillaume Isidore, funzionario e politico francese (Tolosa, n. 1787 - Frohsdorf, Austria, † 1861)

## Generali(5)
- Guillaume Marie-Anne Brune, generale francese (Brive-la-Gaillarde, n. 1763 - Avignone, † 1815)
- Guillaume Dode de la Brunerie, generale francese (Saint-Geoire-en-Valdaine, n. 1775 - Parigi, † 1857)
- Guillaume Henri Dufour, generale, ingegnere e politico svizzero (Costanza, n. 1787 - Ginevra, † 1875)
- Guillaume Philibert Duhesme, generale francese (Mercurey, n. 1766 - Waterloo, † 1815)
- Guillaume Emmanuel Guignard de Saint-Priest, generale russo (Costantinopoli, n. 1776 - Laon, † 1814)

## Geografi(1)
- Guillaume Grandidier, geografo, etnologo e zoologo francese (n. 1873 - † 1957)

## Giocatori di football americano(2)
- Guillaume Rolle, giocatore di football americano svizzero
- Guillaume Saliah, ex giocatore di football americano francese (n. 1989)

## Giornalisti(2)
- Guillaume Barreau-Decherf, giornalista, conduttore radiofonico e critico musicale francese (Bar-le-Duc, n. 1972 - Parigi, † 2015)
- Guillaume Faye, giornalista e scrittore francese (Angoulême, n. 1949 - Parigi, † 2019)

## Giuristi(1)
- Guillaume Poyet, giurista e politico francese († 1548)

## Imprenditori(1)
- Guillaume Rouby de Cals, imprenditore e economista francese (Saissac, n. 1733 - † 1807)

## Incisori(1)
- Guillaume Le Bé, incisore e tipografo francese (Troyes, n. 1524 - Parigi, † 1598)

## Ingegneri(1)
- Guillaume le Vasseur de Beauplan, ingegnere, architetto e cartografo francese (Rouen, † 1673)

## Linguisti(1)
- Guillaume Postel, linguista, astronomo e orientalista francese (Barenton, n. 1510 - Parigi, † 1581)

## Lunghisti(1)
- Guillaume Victorin, lunghista francese (Montpellier, n. 1990)

## Magistrati(1)
- Guillaume Dustan, magistrato, scrittore e giornalista francese (Parigi, n. 1965 - Parigi, † 2005)

## Marciatori(1)
- Guillaume LeBlanc, ex marciatore canadese (Sept-Îles, n. 1957)

## Matematici(1)
- Guillaume Le Blond, matematico francese (Parigi, n. 1704 - † 1781)

## Medaglisti(1)
- Guillaume Dupré, medaglista e scultore francese (Sissonne - Parigi, † 1644)

## Medici(1)
- Guillaume Dupuytren, medico francese (Pierre-Buffière, n. 1777 - Parigi, † 1835)

## Militari(3)
- Guillaume Gouffier de Bonnivet, militare francese (Pavia, † 1525)
- Guillaume Crespin, ufficiale francese (Château-Gontier - Tarascona, † 1440)
- Guillaume de Sonnac, militare francese († 1250)

## Missionari(2)
- Guillaume Adam, missionario, scrittore e arcivescovo cattolico francese († 1341)
- Guillaume Douarre, missionario e vescovo cattolico francese (Job, n. 1810 - Pouébo, † 1853)

## Musicisti(1)
- The Supermen Lovers, musicista e disc jockey francese (Parigi, n. 1975)

## Musicologi(1)
- Guillaume André Villoteau, musicologo e etnomusicologo francese (Bellême, n. 1759 - Tours, † 1839)

## Nobili(5)
- Guillaume de Gisors, nobile francese (n. 1219 - † 1307)
- Guillaume François Antoine marchese de l'Hôpital, nobile e matematico francese (Parigi, n. 1661 - Parigi, † 1704)
- Guillaume Martel, nobile e militare francese (Senarpont, n. 1365 - Azincourt, † 1415)
- Guillaume de Montfort, nobile francese
- Guillaume du Barry, nobile francese (Lévignac, n. 1732 - Tolosa, † 1811)

## Notai(1)
- Guillaume Gruyère, notaio e politico svizzero (Friburgo - Friburgo, † 1506)

## Oboisti(1)
- Guillaume Guidé, oboista, compositore e direttore teatrale belga (Liegi, n. 1859 - Bruxelles, † 1917)

## Organisti(1)
- Guillaume Lasceux, organista e compositore francese (Poissy, n. 1740 - Parigi, † 1831)

## Pallamanisti(2)
- Guillaume Gille, ex pallamanista e allenatore di pallamano francese (Valence, n. 1976)
- Guillaume Joli, ex pallamanista francese (Lione, n. 1985)

## Pallanuotisti(1)
- Guillaume Séron, pallanuotista belga (Ixelles, n. 1877)

## Pallavolisti(2)
- Guillaume Quesque, pallavolista francese (Parigi, n. 1989)
- Guillaume Samica, pallavolista francese (Choisy-au-Bac, n. 1981)

## Pattinatori di short track(1)
- Guillaume Bastille, pattinatore di short track canadese (Rivière-du-Loup, n. 1985)

## Piloti motociclistici(1)
- Guillaume Rigal, pilota motociclistico francese (Carmaux, n. 1987)

## Pittori(10)
- Guillaume Bottazzi, pittore francese (Lione, n. 1971)
- Guillaume Cornelis van Beverloo, pittore e scultore belga (Liegi, n. 1922 - Auvers-sur-Oise, † 2010)
- Guillaume Courtois, pittore e incisore francese (Saint-Hippolyte, n. 1628 - Roma, † 1679)
- Guillaume Cureau, pittore francese (La Rochefoucauld, n. 1595 - Bordeaux, † 1648)
- Guillaume Dubufe, pittore francese (Parigi, n. 1853 - Buenos Aires, † 1909)
- Guillaume Guillon Lethière, pittore francese (Sainte-Anne, n. 1760 - Parigi, † 1832)
- Guillaume de Marcillat, pittore francese (La Châtre, n. 1470 - Arezzo, † 1529)
- Guillaume Seignac, pittore francese (Rennes, n. 1870 - Parigi, † 1924)
- Guillaume Thomas Taraval, pittore francese (Parigi, n. 1701 - Stoccolma, † 1750)
- Guillaume Vogels, pittore belga (Bruxelles, n. 1836 - Ixelles, † 1896)

## Poeti(7)
- Guillaume Amfrye de Chaulieu, poeta francese (Fontenay, n. 1639 - Parigi, † 1720)
- Émile Augier, poeta, drammaturgo e scrittore francese (Valence, n. 1820 - Croissy-sur-Seine, † 1889)
- Guillaume Colletet, poeta francese (Parigi, n. 1598 - Parigi, † 1659)
- Guillaume de Lorris, poeta francese (Lorris)
- Guillaume le Vinier, poeta francese († 1245)
- Guillaume de Machaut, poeta e compositore francese (Reims, n. 1300 - Reims, † 1377)
- Guillaume de Salluste Du Bartas, poeta francese (Monfort, n. 1544 - Mauvezin, † 1590)

## Politici(5)
- Guillaume Barazzone, politico e avvocato svizzero (Ginevra, n. 1982)
- Guillaume Bautru, politico e diplomatico francese (Angers, n. 1588 - Parigi, † 1665)
- Guillaume Bochetel, politico e diplomatico francese († 1558)
- Guillaume de Montmorency, politico francese (Chantilly, n. 1453 - Chantilly, † 1531)
- Guillaume Soro, politico ivoriano (Abengourou, n. 1972)

## Presbiteri(2)
- Guillaume Mollat, presbitero e storico francese (Nantes, n. 1877 - Brando, † 1968)
- Guillaume Repin, presbitero francese (Thouarcé, n. 1709 - Angers, † 1794)

## Rapper(1)
- Pit Baccardi, rapper francese (Yaoundé, n. 1978)

## Registi(2)
- Guillaume Nicloux, regista, scrittore e sceneggiatore francese (n. 1966)
- Guillaume Senez, regista e sceneggiatore belga (Uccle, n. 1978)

## Religiosi(2)
- Guillaume de Nangis, religioso francese († 1300)
- Salomone Leclerq, religioso francese (Boulogne-sur-Mer, n. 1745 - Parigi, † 1792)

## Sceneggiatori(1)
- Guillaume Laurant, sceneggiatore e scrittore francese (San Quintino, n. 1961)

## Schermidori(1)
- Guillaume Bianchi, schermidore italiano (Roma, n. 1997)

## Scrittori(9)
- Guillaume Des Autels, scrittore e poeta francese (Le Puley, n. 1529 - Lione, † 1599)
- Louis Figuier, scrittore e divulgatore scientifico francese (Montpellier, n. 1819 - Parigi, † 1894)
- Guillaume de Puylaurens, scrittore francese
- Guy de Larigaudie, scrittore francese (Parigi, n. 1908 - Mousson, † 1940)
- Guillaume Musso, romanziere e docente francese (Antibes, n. 1974)
- Guillaume Oyono-Mbia, scrittore camerunese (Mvoutessi, n. 1939 - Yaoundé, † 2021)
- Guillaume Prévost, scrittore francese (Antananarivo, n. 1964)
- Guillaume de Tarde, scrittore e economista francese (Sarlat-la-Canéda, n. 1885 - La Roque-Gageac, † 1989)
- Guillaume du Vair, scrittore, giurista e vescovo cattolico francese (Parigi, n. 1556 - Tonneins, † 1621)

## Scultori(5)
- Guillaume Berthelot, scultore francese (Parigi, n. 1580 - † 1648)
- Guillaume Coustou, scultore francese (Lione, n. 1677 - Parigi, † 1746)
- Guillaume Coustou, il Giovane, scultore francese (Parigi, n. 1716 - Parigi, † 1777)
- Guillaume Geefs, scultore belga (Anversa, n. 1805 - Schaerbeek, † 1883)
- Guillaume Évrard, scultore belga (Liegi, n. 1709 - Liegi, † 1793)

## Storici(2)
- Guillaume du Bellay, storico e funzionario francese (château de Glatigny, n. 1491 - Saint-Symphorien-de-Lay, † 1543)
- Guillaume Catel, storico francese (Tolosa, n. 1560 - † 1626)

## Tennisti(2)
- Guillaume Raoux, ex tennista francese (Bagnols-sur-Cèze, n. 1970)
- Guillaume Rufin, ex tennista francese (Viriat, n. 1990)

## Teologi(2)
- Guillaume Farel, teologo francese (Gap, n. 1489 - Neuchâtel, † 1565)
- Guillaume de Vorilong, teologo francese († 1464)

## Trovatori(1)
- Guillaume d'Amiens, trovatore francese

## Tuffatori(1)
- Guillaume Dutoit, tuffatore svizzero (n. 1996)

## Umanisti(2)
- Guillaume Budé, umanista francese (Parigi, n. 1468 - Parigi, † 1540)
- Guillaume Philandrier, umanista e teorico dell'architettura francese (Châtillon-sur-Seine, n. 1505 - Tolosa, † 1563)

## Velisti(1)
- Guillaume Florent, velista francese (Dunkerque, n. 1973)

## Vescovi cattolici(4)
- Guillaume di Menthonay, vescovo cattolico svizzero († 1406)
- Guillaume de Challant, vescovo cattolico italiano († 1431)
- Guillaume di Champvent, vescovo cattolico svizzero († 1301)
- Guillaume Parvy, vescovo cattolico e umanista francese (Montivilliers - Senlis, † 1536)

## Violinisti(1)
- Guillaume Rémy, violinista e insegnante belga (Seraing, n. 1856 - Nantes, † 1932)

## Zoologi(1)
- Guillaume Rondelet, zoologo francese (Montpellier, n. 1507 - Réalmont, † 1566)

## Senza attività specificata(8)
- Guillaume de Chateauneuf (Francia - Terra santa, † 1258)
- Vidame de Chartres, francese
- Guillaume de Chartres, cavaliere medievale francese (Damietta, † 1219)
- Guillaume Rocheron, effettista francese (Parigi, n. 1981)
- Guillaume Seznec, francese (Plomodiern, n. 1878 - Parigi, † 1954)
- Guillaume Veau, francese
- Guillaume de Beaujeu, francese († 1291)
- Guillaume de Villaret, francese (Allenc - Limassol, † 1305)